# Michel Gheude
 (octobre 2018).
Michel Gheude, né à Bruxelles en 1949, est un écrivain et un homme de média belge.

## Biographie
Après des études de linguistique et de sémiologie (Paris VIII), il entame dès 1972 une carrière radio et télé, d’abord à la RTBF puis dans plusieurs radios privées et dans la presse alternative. Après l'incendie du journal d'extrême gauche Pour en 1981, il écrit des articles pour la nouvelle mouture. À partir de 1986, il travaille comme consultant dans l’audiovisuel public et comme conseil en communication pour de grandes institutions culturelles comme la Médiathèque. De 1986 à 2014, Il enseigne la théorie des médias à l’École de Recherche Graphique (Bruxelles) et dans diverses universités (Paris VIII, Université Libre de Bruxelles). Parallèlement, il devient un chroniqueur régulier de l’éducation aux médias dans les journaux de La Ligue des Familles et de la Ligue de l'enseignement.
Depuis 2015, il anime le magazine Et Si Pas Maintenant quand ? sur Radio Judaïca Bruxelles et participe à l’émission Les Experts sur BX1.
Son œuvre littéraire comprend une grammaire du schtroumpf, une sémiologie du hamburger et une esthétique des chansons de l’Eurovision.  Plusieurs de ses fictions sont liées à des problématiques sociales et politiques : un roman sur le terrorisme, primé par l’Académie Royale de Belgique, deux récits sur la vie des travailleurs immigrés, et deux pièces écrites avec les habitants de cités HLM à Belfort et à Chelles dans la région parisienne. Mais il a travaillé aussi à la réécriture de mythes grecs et a mis en scène la vie de Maiakovski et des futuristes russes. Depuis 2019, il fait partie du comité de rédaction de la revue Ulenspiegel publiée aux éditions du CEP.

## Publications

### Fictions
- Mohammed Soussi pour mémoire, récit, Rue des Usines, 1981
- Devanture d’aventure, récit, Tel Quel 94, Éditions du Seuil 1982
- Un chien mérite une mort de chien, théâtre, Actes Sud 1983
- Élévation Dédale (gravures de Jacques Raket), récit, Les amis dans le labyrinthe, 1999
- Il y a toujours un monde après la fin du monde, théâtre, De La Démocratie, 2000
- Liberté provisoire, théâtre, atelier d’écriture du Théâtre de Chelles, 2003
- Le catalogue de la déroute, roman, La Renaissance du Livre, 2003, Prix de l’Académie Royale 2004[6].
- Le stylo d’Alexandre Villedieu, correspondance de guerre en temps de paix, La Mesure du Possible, 2006
- La prophétie d’Ocyrhoé et autres métamorphoses des Métamorphoses d’Ovide, récit, Au coin de la Rue de l’Enfer, 2017[7].

### Essais
- Il y a folklore et folklore (avec Richard Kalisz), Vie Ouvrière, 1977
- La résistance culturelle (avec Estelle Krezslo et Marianne Sluszny), Rue des Usines, 1986
- Voir c’est faire (télévision & démocratie), Quorum, 1997
- La publicité dit la vérité (un magazine postmoderne), Quorum, 1997
- Dans le silence de la cité assemblée (prière pour le théâtre), Quorum, 1998
- Il y eut un soir, il y eut un matin, ce fut l’an 01, De La Démocratie-Le Ligueur, 2002
- L’école de l’hospitalité (avec Patrick Hullebroeck), Ligue de l’Enseignement, 2007
- La révolution n’est pas finie (Culture et émancipation), CAL (Liberté j’écris ton nom), 2015